# Souvigné (Deux-Sèvres)
Souvigné ist eine französische Gemeinde mit 858 Einwohnern (Stand: 1. Januar 2022) im Département Deux-Sèvres in der Region Nouvelle-Aquitaine. Sie gehört zum Arrondissement Niort und zum Kanton Saint-Maixent-l’École. Die Einwohner werden Soussinois (auch: Souvignéens) genannt.

## Geographie
Souvigné liegt etwa 22 Kilometer ostnordöstlich von Niort. Umgeben wird Souvigné von den Nachbargemeinden Saint-Martin-de-Saint-Maixent im Nordwesten und Norden, Sainte-Eanne im Nordosten, La Mothe-Saint-Héray im Osten, Prailles-La Couarde im Südosten, Süden und Südwesten sowie Romans im Westen.

## Bevölkerungsentwicklung
| Jahr                       | 1962 | 1968 | 1975 | 1982 | 1990 | 1999 | 2006 | 2012 | 2019 |
| Einwohner                  | 936  | 885  | 741  | 728  | 758  | 798  | 864  | 878  | 873  |
| Quellen: Cassini und INSEE |      |      |      |      |      |      |      |      |      |

## Sehenswürdigkeiten
- Schloss Réigné, Monument historique
- Protestantische Kirche, Monument historique

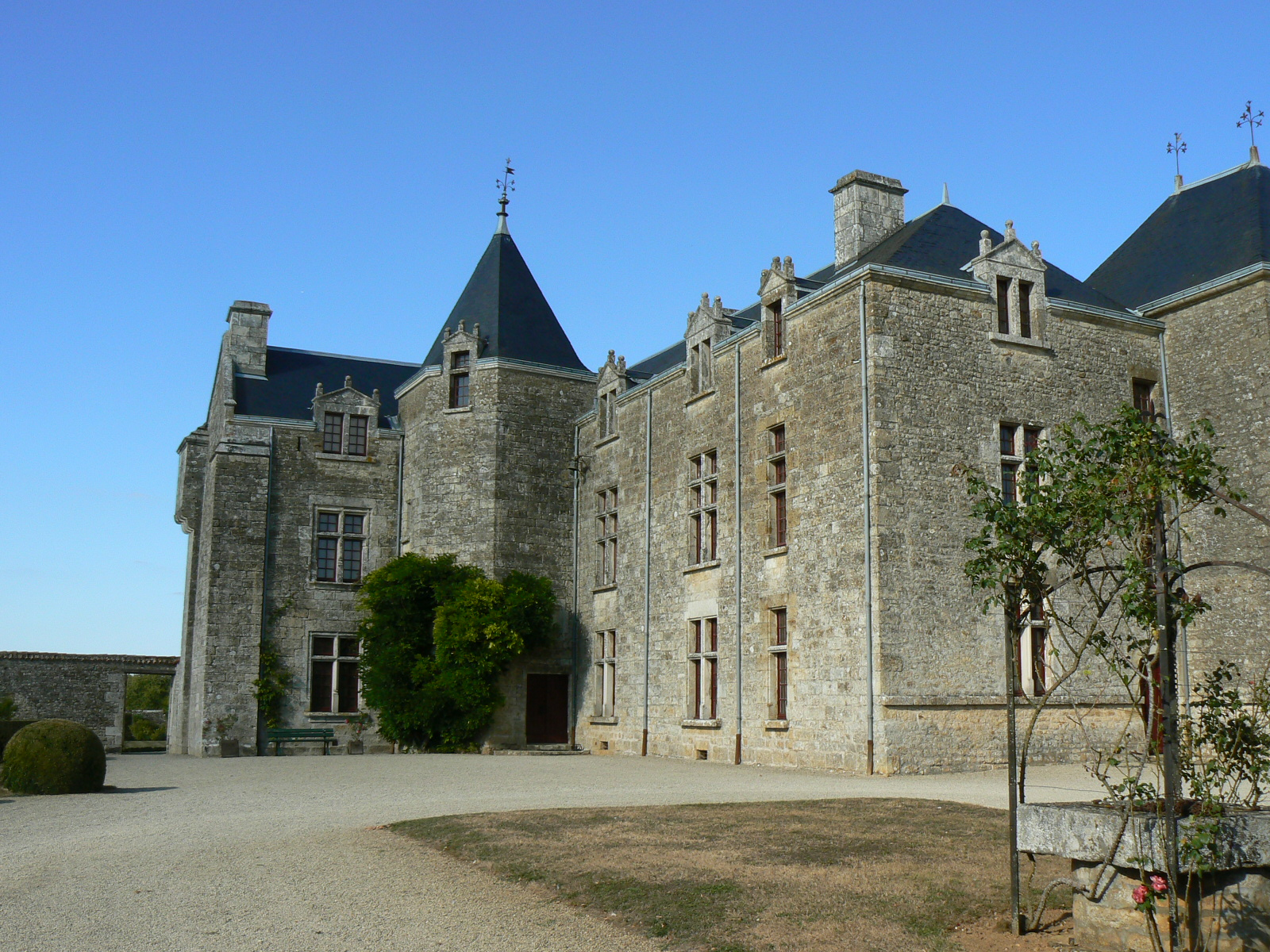
Schloss Réigné
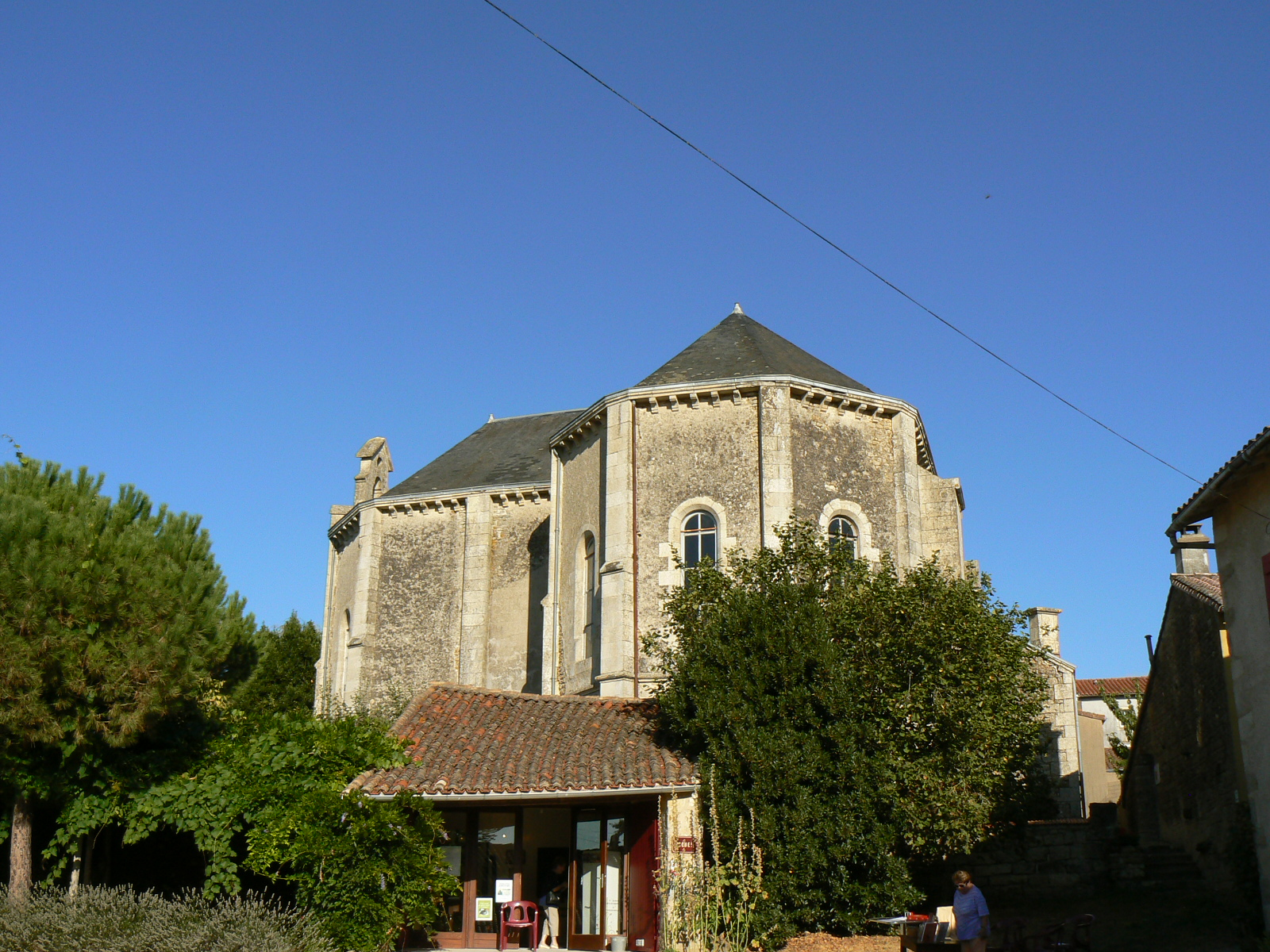
Protestantische Kirche